# Яхнівці
Я́хнівці — село в Україні, у Волочиській міській територіальній громаді Хмельницького району Хмельницької області. Населення становить 849 осіб.

## Символіка
Затверджена 17 жовтня 2018 р. рішенням № 871 XLVII сесії міської ради VII скликання. Автори — Каріна Русланівна Відлацька, Андрій Валентинович Шевчук, Світлана Василівна Щесняк, К. М. Богатов, В. М. Напиткін.

### Герб
В лазуровому щиті вправо злітає срібний жайвір із золотими лапками та дзьобом, унизу жайвір супроводжується золотим колесом від воза. В правому червоному бічнику золотий полум'яний меч в стовп, в лівому червоному бічнику срібний спис в стовп. Щит вписаний в декоративний картуш і увінчаний золотою сільською короною. Унизу картуша напис «ЯХНІВЦІ».
Полум'яний меч і спис — символи костьолу Архистратига Михаїла і церкви Св. Георгія, які існують в селі. Жайвір — знак великої кількості цих пташок в полях навколо села, колесо — символ легенда про першого поселенця, який, будучи прикутий татарами до воза, розірвав ланцюги і втік з полону.

### Прапор
Квадратне полотнище поділене на три вертикальні смуги, червону, синю і червону, у співвідношенні 1:2:1. На центральній смузі до древка злітає білий жайвір із жовтими лапками та дзьобом, унизу жайвір супроводжується жовтим колесом від воза. На древковій червоній смузі жовтий вертикальний полум'яний меч, на вільній червоній смузі білий вертикальний спис.

## Історія
Історично село розвивалося як українсько-польське.
7 (20) листопада 1917 року, відповідно до Третього Універсалу Української Центральної Ради, увійшло до складу Української Народної Республіки.
Село постраждало внаслідок геноциду українського народу, проведеного урядом СРСР 1932—1933.
За даними різних джерел в селі в 1932—1933 роках загинуло близько 50 осіб. На сьогодні встановлено імена 29. Мартиролог укладений на підставі поіменних списків жертв Голодомору 1932—1933 років, складених Яхновецькою сільською радою. Поіменні списки зберігаються в Державному архіві Хмельницької області.
У пам'ять про жертви комуністичного терору в селі встановлено пам'ятник з надписом Жертвам Голодомору та комуністичних репресій.
Село Яхнівці розташоване в долині, має гарний вигляд, багато зелені. Село розкинулось зі Сходу на Захід. Це одне з найбільших сіл Волочиського району. Село віддалене від Волочиська на 18 км. Навколишні села: Лонки — З км, Клинини — 8 км, Курилівка — 5 км, Ожигівці — 8 км. Сільська рада знаходиться в селі. До сільської ради відносилося також село Лонки.
Наприкінці XV століття почались турецькі напади на українські землі. Загарбники палили міста й села, грабували населення, захоплювали в полон великі маси населення. Тисячі, а часом й десятки тисяч полонених відправляли на невільницькі ринки.
В ці часи починається історія села Яхнівці, що збереглася в переказах старих людей. Дати заснування села не пам'ятає ніхто. Розповідають, що назва села Яхнівці походить від слова Ях. На місці села раніше була болотиста територія, поросла лозами. Недалеко на виому місці було село Соснівка, що налічувало кілька десятків дворів. Ще й зараз те місце, де було це село, а там тепер поле, називається соснове. Наприкінці XV століття турки йшли на Почаїв. Саме через це село. Село було спалене, частину жителів турки вирізали, а фізично здорових забрали в полон. Залишили одного самого сильного чоловіка, щоб мастив їм вози. Вночі, коли лягали спати прив'язували його до колеса воза, щоб він не втік. Маючи велику силу однієї ночі він зубами вийняв льолика з колесом і втік від турків. Попав на трясовину в лози. В переказах ці лози називались Турмановими, як місцевість пов'язана з перебуванням тут турків, яких звали турманами. Коли він трохи відпочив, він відв'язав себе від колеса і пішов на села. Там він знайшов собі другу жінку, бо першу разом з дітьми турки вбили і повернувся в ці лози. З часом прибували ще втікачі. Так розросталося село. Спочатку цих людей, які прибували, називали яхнівцями, а тоді з часом село назвали Яхнівцями. Коли зібралося більше людей, то зробили через поки невеличке село одну поздовжню дорогу з Сходу на Захід і три поперечних. Тоді зібралося два молодих хлопці і вони з іконою Ісуса Христа чотирма волами оборали село кругом двічі. Розповідають, що саме цьому село обминають великі біди. Йшли роки. Вигнані були турецькі нападники з української землі на зміну їм прийшло інше зло — поневолення народу польським панством. Недалеко від села, яке заснував Яхно, поселяється пан Малинський, який прибрав до рук село. В нього був збудований дуже великий і гарний маєток. Настали важкі часи кріпаччини. Реформа 1861 фактично не змінила становища. Безземельні селяни змушені були працювати на панських ланах, заробляючи собі на нужденне життя. В селі не було ні лікаря, ні школи. Дітей кількох заможних селян навчав читати й писати піп. Зате в селі була корчма і власна панська ґуральня. На своїх клаптиках землі селяни орали сохою, звичайно що й врожаї були низькими. Щоб прожити і засіяти свою моргу поля, більшість селян потрапили в кабалу до пана. Зовсім по іншому протікало життя пана, який з кожним роком багатів. Напередодні 1905 року він побудував 5 фільварків. Придушивши в 1906 році революційний рух робітників і селян, царський уряд не міг обмежитись одними репресіями, каральними експедиціями, розстрілами, тюрмою, каторгою. Царський уряд бачив, що віра селянства в «царя-батюшку» все більше зникає. Тому і вирішує він створити собі на селі міцну опору з куркулів. З цією метою створюється так звані столипінські хутори. Заможні селяни Яхновець вийшли в громаду і створили хутір Пишинщину в стороні села Авратина.
Після жовтневого перевороту панський маєток було розгромлено, почався переділ землі.
У 1917—1921 роках влада у селі змінювалась багато разів, остаточний контроль отримали більшовицькі окупанти.
У 1929 році у селі почалась примусова колективізація.
У 1930 році колгоспники на своїх зборах дали назву колгоспу «Ленінський шлях». Головою колгоспу був житель села Бронівки, на прізвище Кміта.
Тяжким для людей був Голодомор 1932—1933 років. Люди не мали що їсти: їли свиріпу, гнилу картоплю, лободу, пухли з голоду, помирали.
У 30-х роках були репресовані люди й нашого села. Людей видавав Луцько Хрін, а потім і його забрали. В кишені в нього знайшли документ, що він мав видати ще 40 комсомольців.
На фронтах Німецько-радянської війни загинуло 122 селянина.
Багато молоді було вивезено в Німеччину. Старостою в цей час в селі був Шевчук Петро. Молодь викликали в комітет і казали, кого будуть забирати. У 1943 році видали «геби» (повістки) з комісаріату як на військовозобов'язаних.
У вересні 1944 року село знову зайняли радянські війська.
У 1947 році у селі був голод. Люди з села ходили у Західну Україну: с. Токи й далі за річку Збруч найматися на роботу, щоб прогодувати себе і свою сім'ю.
У 1955 році побудовано корівник і свинарник. У 1956 році птахоферму, авто гараж, механізовано ряд трудомістких процесів на фермах, в тому числі встановлено автонапувалки, кормозапарники, подрібнювач кукурудзи.
У 1957 році збудовано типовий свинарник, корівник, вівчарик.
Саме на цей час період 1950—1960 років люди в селі почали масову будівлю будинків.
У 1976 році в районі почалось угруповування колгоспів. До села Яхновець приєдналися такі села як Лонки та Курилівка. В колгоспі було збудовано новий тваринницький комплекс, побудовано нову контору колгоспу.
У 1986 році в селі було збудовано нову школу. У школі діє майстерня, великий спортзал, їдальня.
Наприкінці 1986 року почалось роз'єднання колгоспів. Село Яхнівці відділилося.
У 1990 році в селі відкрито православну церкву, яка знаходиться в приміщення старого клубу. Приміщення клубу збудовано з цегли розібраних церков сіл Купеля, Курилівки та Авратина.
25 січня 2000 року колгосп «Ленінський шлях» перейменовано на ТзОВ і дано назву «Полісся».
У жовтні 1993 року в селі проведено приватизацію земельних ділянок, а в 1996 році проведено розпаювання землі. Вся земля, яка стоїть на балансі сільської ради, розпайована між людьми, які працюють в колгоспі та пенсіонерами. На пай припало в середньому 2.44Га. На даний час в селі є люди, які вийшли з ТзОВ разом зі своїми паями (одноосібники). Одноосібники мають власну техніку й обробляють своїми силами землю.
У 1995—1996 роках проведено газифікацію села.
12 червня 2020 року, відповідно до розпорядження Кабінету Міністрів України № 727-р «Про визначення адміністративних центрів та затвердження територій територіальних громад Хмельницької області», увійшло до складу Волочиської міської громади.
19 липня 2020 року, в результаті адміністративно-територіальної реформи та ліквідації Волочиського району, увійшло до складу новоутвореного Хмельницького району.
Колишній орган місцевого самоуправління — Яхновецька сільська рада.

## Релігійна ситуація
У селі зареєстровано три релігійні громади: Українська православна церква — Київський патріархат, Римсько-католицька церква, Українська автокефальна православна церква.

## Відомі люди
В селі народився Фарін Петро Опанасович (нар.1923 — †2001) — повний кавалер ордена Слави (бойова нагорода армії СРСР).
- Салях Ніна Антонівна — депутат Верховної Ради УРСР 9-10-го скликань.